# Her-Day
A Her-Day Okui Maszami ötödik nagylemeze, mely 1999. augusztus 27-én jelent meg a King Records kiadónál. Az album a japán lemezeladási lista tizennyolcadik helyéig jutott el, és két hétig szerepelt a Top 30-ban.

## Dalok listája
1. M2000 (Prologue) (Intro) 0:50
2. Labyrinth (Star Version) 4:23
3. Ketsumatsu 4:16
4. Naritai (なりたい?) 3:47
5. Rururu (ルルル?) 4:14
6. Key 3:46
7. Makafusigi na nanafusigi (摩訶不思議な七不思議?) 4:30
8. Teno hira no kakera (手のひらの破片?) 4:30
9. Last Scene (M. Original Mix) (ラストシーン) 5:15
10. Tensi no kjúszoku (Type-R Mix) (天使の休息?) 3:54
11. Love Sick 5:27
12. Kitto Ashita wa 3:32
13. Hot Spice (M. Original Mix) 4:43
14. Toki ni Ai va (H-D mix) (時に愛は) 4:13
15. In This Arm 4:29
16. Never Die 4:16
17. Maria (マリア?) 5:53

## Az albumból készült kislemezek
- Never Die (1998. november 27.)
- Key (1999. március 13.)
- Tensi no kjúszoku (1999. május 8.)
- Labyrinth (1999. július 2.)